# ジョン・フィリップ・ホランド

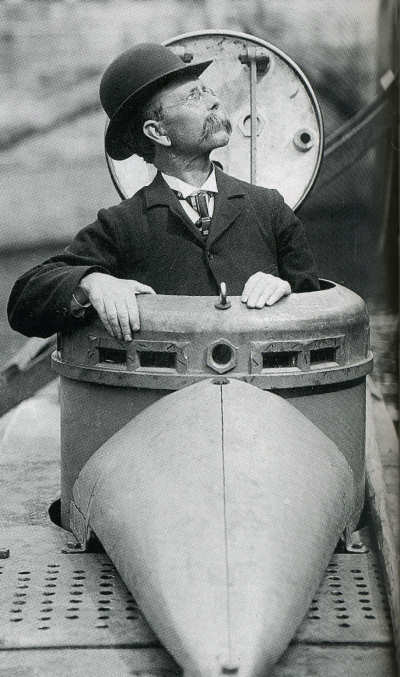
ジョン・フィリップ・ホランド

ジョン・フィリップ・ホランド（愛：Seán Pilib Ó hUallacháin / Ó Maolchalann, 英：John Philip Holland, 1840年2月29日 - 1914年8月12日）は、イギリス領アイルランド、クレア県リスカノー出身の潜水艦技術者。
アイルランドで教育を受けた後、アイルランド共和同盟に入った。小型潜水艦の開発に従事したのち1873年にアメリカへ渡る。紆余曲折を経て1900年に潜水艦ホランドがアメリカ海軍最初の潜水艦として就役する。同型の潜水艦ホランド1はイギリス海軍で、第一型潜水艦は日本でそれぞれ最初の潜水艦として採用された。ニュージャージー州ニューアークで没。